# Központi porszívó

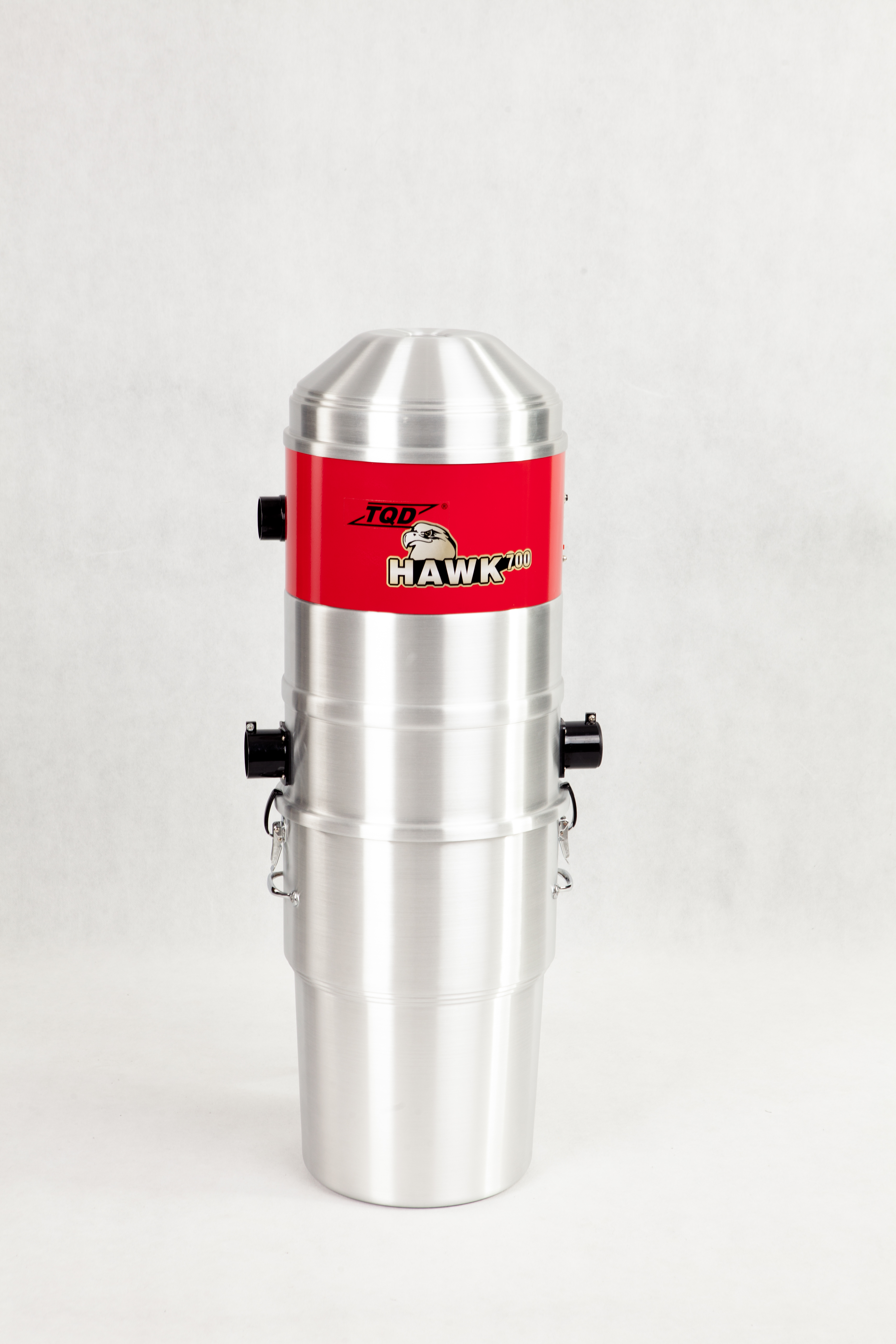
Lengyel gyártmányú, modern központi porszívó

A központi porszívó (más néven beépített porszívó) egy épületbe beépített rendszer, mely a részleges vákuum létrehozásával, felületi szennyeződést eltávolító eszközök népes sorába tartozik. A rendszer két lényeges egységre bontható: az épület padlójában-falában futó antisztatikus csőhálózatra, valamint az elektromos központi porszívó készülékre, ami a vákuumot létrehozza.
A központi porszívó rendszerek elsődleges feladata a por, a pollenek és egyéb szennyeződések maradéktalan eltávolítása az épületekből. A felszívott szennyeződések, a zárt csőrendszeren keresztül haladnak, a beépített porszívó készülék porgyűjtő tartályáig. Itt a nagyobb felszívott anyagok összegyűlnek – leválasztódnak –, míg a mikroméretűek a kifúvónyíláson keresztül a lakótéren kívülre távoznak. Utóbbi tulajdonságának köszönhetően, a központi porszívót ma már az orvosok is ajánlják az asztmatikus, allergiás panaszokkal élő betegek számára.
A központi porszívó készülék ideális esetben az épület legkiesebb pontjára kerül felszerelésre, például a raktárba, vagy a garázsba, ezért rendkívül csöndes a használata. A csőhálózat egyik végén a központi porszívó készülék – kifúvónyílása – található. A másik oldalán egy, vagy több fali kiállás, amibe csatlakoztatható a porszívózáshoz szükséges méretű gégecső, ezek ma már markolatról történő indítást-leállítást is lehetővé tesznek. A hagyományos falicsatlakozók mellett további kényelmi funkciót nyújtó kiegészítők is elérhetőek, például a szemétlapát adapter vagy a faliporszívó.

## Története
A kezdetek

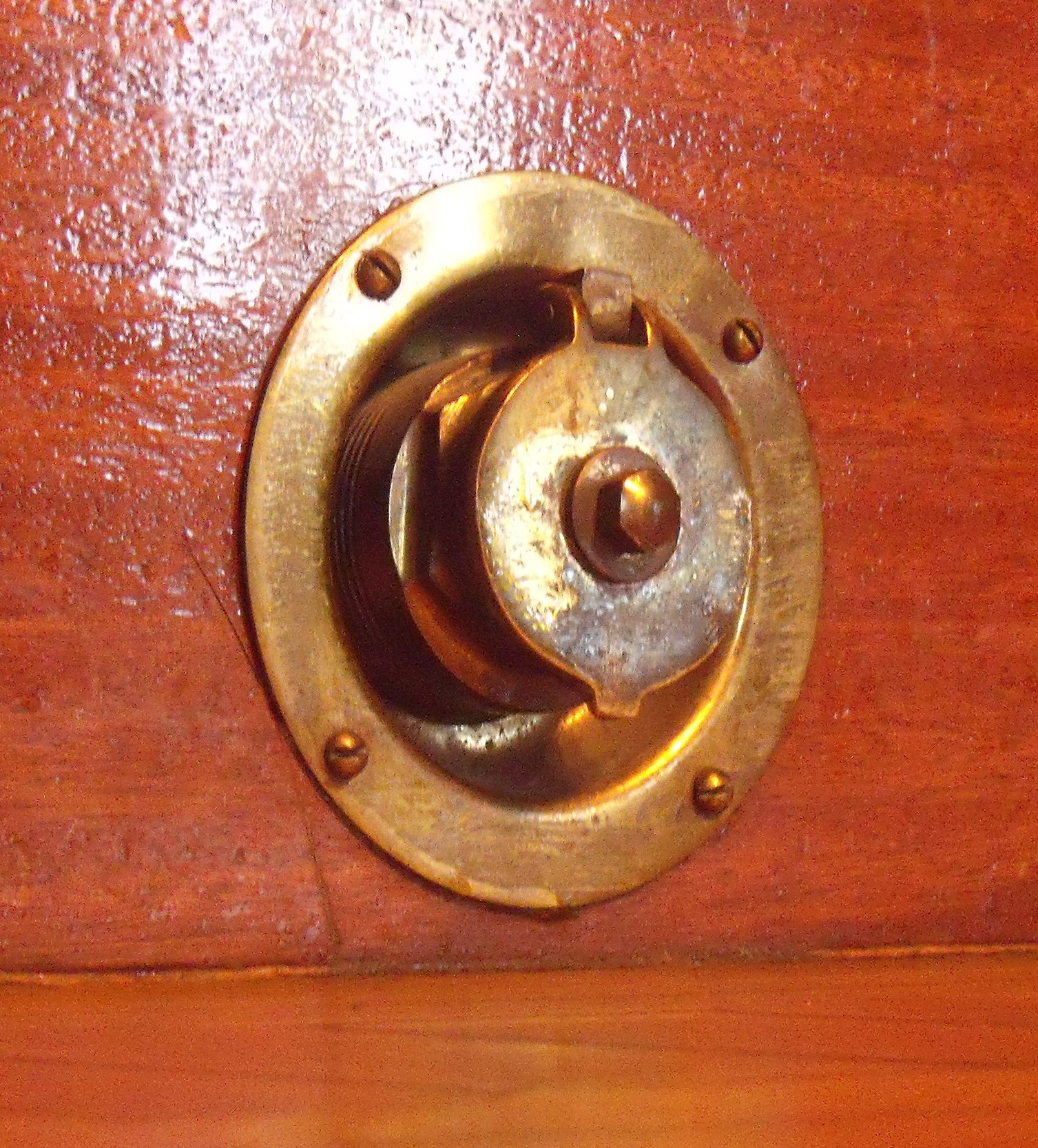
Az első központi porszívóhoz hasonló beépített rendszer falicsatlakozója

Az első, a mai központi porszívó rendszerhez hasonló eszköz bemutatkozása az 1800-as évek végén történt meg. A réz csőhálózattal összekötött eszközt a pincében helyezték el, számos falicsatlakozó kiépítésével szerte az épületben. A rendszer rendkívül drága volt és közel sem volt képes olyan erős szívó teljesítményre, mint a manapság használt készülékek. Előbbiek okán mindössze néhány darab került értékesítésre belőle az Amerikai Egyesült Államokban.
1869-ben Ives McGaffey szabadalmaztatta az első hordozható porszívót, mely leginkább korunk falhoz rögzített központi gépeihez hasonló belső felépítését tekintve és nagyságra.
A 20. század
Az 1930-as évek fejlesztéseinek köszönhetően egyre kisebb és erősebb elektromos motorok jelentek meg, melyek a hordozható porszívók népszerűségét emelték tovább, elsősorban elérhető áruk miatt. 
Harminc évvel később jelentek meg az első vékony falú (PVC) csövek, amik jelentősen csökkentették a központi porszívók beépítésére fordítandó anyagköltséget. Korábban kizárólag fém csőrendszert alkalmaztak, míg ma már jellemzően csak a PVC-t használják.
Napjaink
Újabb harminc évnek az elteltére volt szükség, hogy az ingatlan ügynökök, allergológusok ráébresszék az építkezőket, felújítókat milyen értéket képvisel az épületekben a központi porszívó rendszer, ami ennek köszönhetően egyre népszerűbbé vált. 
Magyarországon is már számos márka közül választhatnak a leendő felhasználók, ennek ellenére még mindig nagyon kevesek vannak tudatában a beépített porszívók létezésének. A különböző típusok felépítésében, teljesítményében, porleválasztási módjában van főként eltérés.

## Egészségügyi vonatkozásai

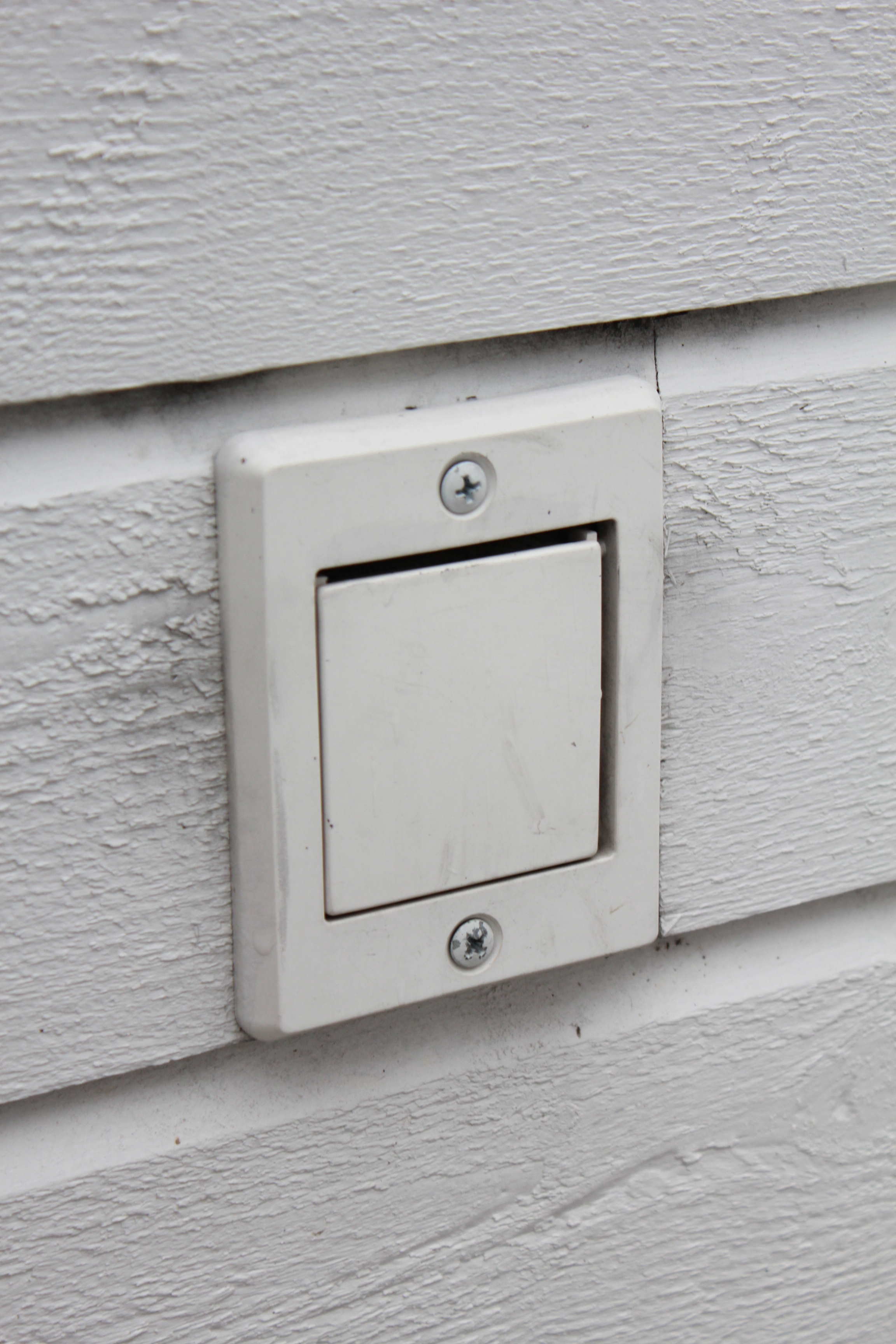
Kifúvónyílás

A központi porszívó rendszer legnagyobb előnye – a hagyományos porszívókkal szemben –, hogy a szennyeződéseket, allergéneket és mikro̟-porszemcséket nem a lakótérbe fújják vissza takarítás közben, hanem a csőhálózaton keresztül, a szabadba vezetik ki. Ezáltal a felhasználók akár teljesen meg is szabadulhatnak  a különböző por és pollenek okozta allergiás tünetektől az épületeken belül. 
A 2000-es évek óta egyre több kutatás is alátámasztja, hogy használata egészség szempontjából sokkal előnyösebb, mint a hordozható porszívók alkalmazása. Főleg a gyermekek egészsége érdekében fontos, hogy otthonunk levegője minél tisztább legyen. Ellenkező esetben az asztmánál súlyosabb megbetegedések is kialakulhatnak szervezetükben. 

## Működése

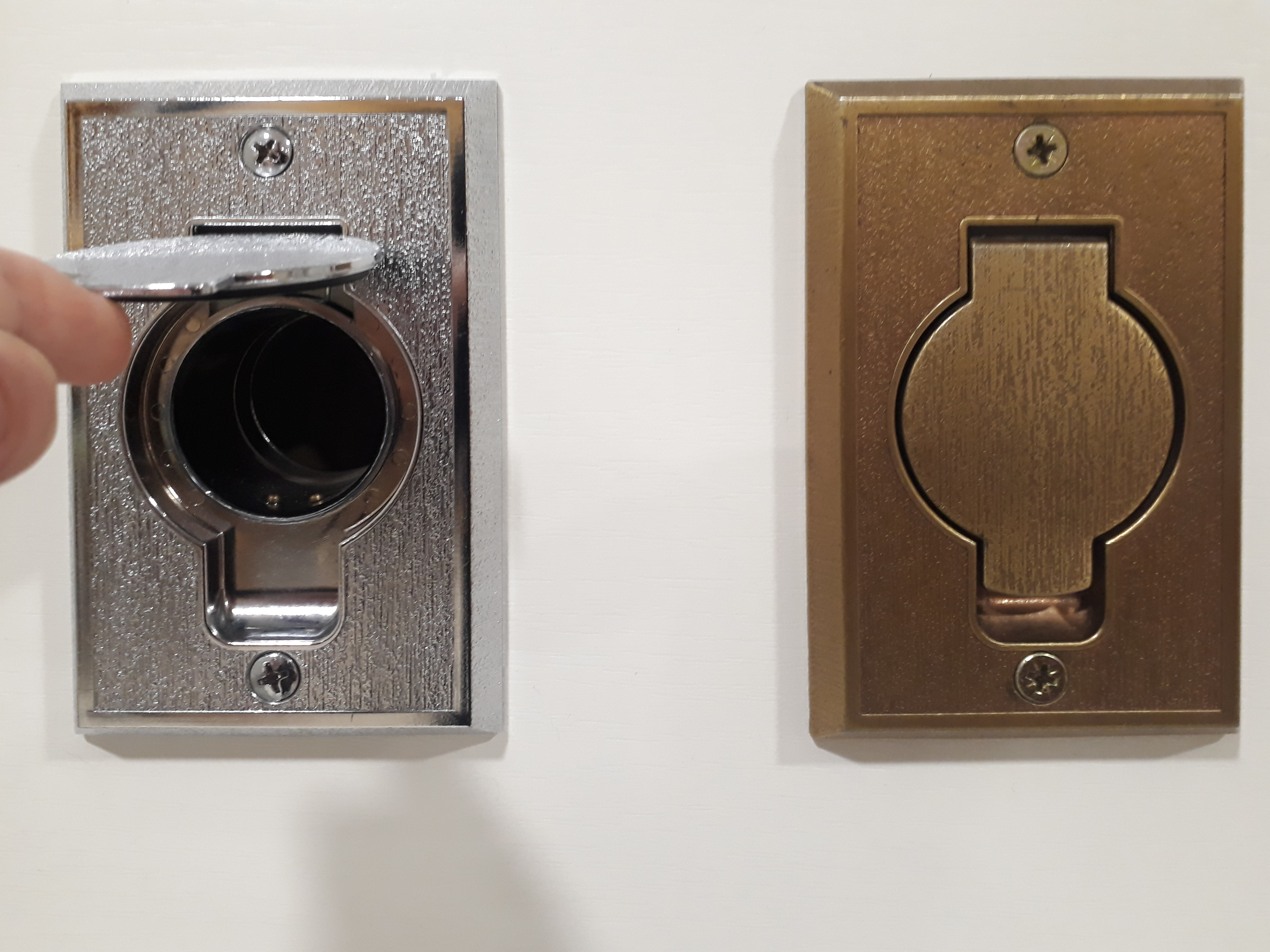
Elegáns amerikai falicsatlakozó

Ahhoz, hogy használjuk a központi porszívót szükség van a hagyományos porszívóknál is használt gégecsőre, melyek általában 7-9-12-15 méter hosszúak. A gégecső egyik végéhez takarító fejet csatlakoztatunk, míg a másik végét a legközelebbi falicsatlakozóba kell helyezni. A falicsatlakozók esetében, több típusú gyengeáramú megoldás terjedt el a motor indítására. Ilyenkor a vezérlőhálózat kiépítéséhez, az összes falicsatlakozóhoz ki kell húzni a 2x0,75 mm2-es kábelt, majd a végén egyesítve vagy külön-külön a központi porszívó készülékhez csatlakoztatni. Egyes típusaik a falicsatlakozón található takarófedél felhajtása után azonnal indítják a rendszert. Ma már elterjedtebb az a verzió, amikor a takarítótömlő fali kiállásba helyezhető végén két érintkezőt helyeznek el, ami csatlakoztatáskor zárja az áramkört és csak akkor kapcsol be a készülék. Ha nem építik ki az elektromos vezérlőhálózatot, akkor a költségesebb rádióvezérlést is lehet alkalmazni, mely viszont nem biztos, hogy az egész épületben fog tudni jelet adni a beépített porszívó készüléknek.
A porszívózás menete innentől fogva teljesen megegyezik a hordozható porszívóval, azt leszámítva, hogy a sokkal nagyobb szívóteljesítmény miatt. Például függönyök esetében redukálni kell a szívóerőt. Ezt meg lehet tenni a markolaton található, felnyitható lég beömlőnyílással, vagy az egyes típusokon megtalálható elektromos fordulatszám szabályozóval. 
A porszívózás szüneteltetésekor, befejeztével kihúzzuk a gégecsövet a falicsatlakozóból, ekkor a központi porszívó automatikusan leáll, vagy ha található kapcsoló a markolaton azzal is leállítható a készülék. A fejlettebb típusok késleltetetten állnak le, annak érdekében, hogy a csőhálózatban található összes szennyeződés eljusson a porgyűjtő tartályba. A gégecső speciális tartókon tárolható rendkívül praktikusan.
Innovatív megoldás, amikor a falban rejtetten, feltekerve egy speciális házban található meg a gégecső, mely automatikusan visszahúzódik porszívózás után. Használata még kényelmesebb, hiszen elég a megfelelő hosszúságú csövet kihúzni, majd a megfelelő takarítófejjel máris munkához lehet látni.

## Szennyeződés leválasztás
A központi porszívók két módon szűrik ki a szennyeződést a beszívott levegőből, ciklonikus leválasztással, vagy valamilyen szűrős-porzsákos módszerrel.

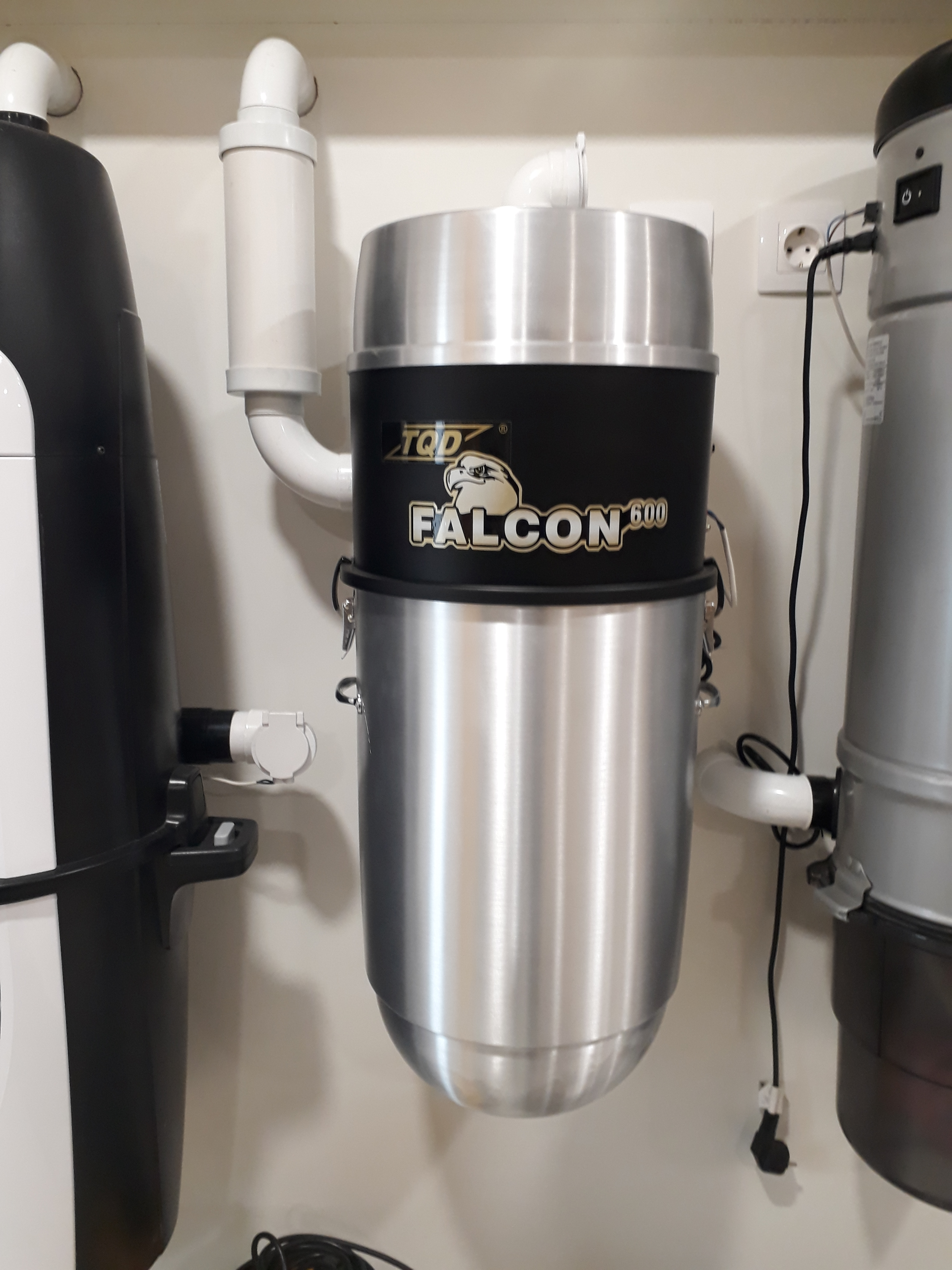
Beépített porszívó,kifújási zajcsillapítóval

A ciklonikus  leválasztású gépek is tartalmazhatnak kiegészítő szűrőt/szűrőket, mely a motort óvja a gyors kopástól, túlmelegedéstől, amennyiben a beszívott levegő hűti is a készüléket. A centrifugális erőnek köszönhetően, a nagyobb szennyeződések a porgyűjtő tartályban maradnak, míg a mikro szennyeződések távoznak a kifúvónyíláson. A ciklonikus leválasztás legnagyobb előnye, hogy a jól tervezett központi porszívók nem veszítenek a szívóerejükből, akkor sem, ha a tartályuk már majdnem tele van. Ellentétben a különböző szűrő betétes típusoknál, melyeknél a szennyeződések folyamatosan tömítik el a szűrőt, csökkentve a szívóhatást, negatívan hatva a motor élettartamára. A ciklonikus leválasztású központi porszívók tartalmazhatnak öntisztító vászon filtert is, ekkor valamilyen súlyt varrnak a filter közepébe, mely működés közben nem engedi át a szennyeződéseket, viszont a vákuum folyamatosan felfelé húzza a szűrőt. A készülék kikapcsolásakor amint megszűnik a szívóhatás, a gravitáció hatására a filtert a súly lerántja alaphelyzetbe, amiből automatikusan kiszóródnak a felszívott szennyeződések a porgyűjtő tartályba.
A szűrőbetétekkel ellátott gépek számtalan kivitelben találhatóak meg a piacon, egyes típusaik moshatóak, míg más esetben a komplett szűrőrendszert cserélni szükséges bizonyos időközönként, ezzel jelentősen drágítva a fenntartást, plusz karbantartási időt követelve meg a felhasználótól. A szűrőbetétek készülhetnek például: textilből, papírból, vagy szivacsból. 
A porzsákos készülékek rendkívül egyszerűvé teszik a porgyűjtő tartály ürítését, ugyanis elég mindössze a porzsákot lecserélni egy újra, mely általában anyagi szempontból sem jelent vállalhatatlan költséget. A hagyományos gépekben a porzsák szakadása azt eredményezi, hogy a lakótérbe jut az összes addig felszívott szennyeződés, károsítva a motort is, az egészségi ártalmakról nem is beszélve. A központi porszívónál, ha ki is szakad a porzsák, a szennyeződés a tartályban marad, ha volt a porzsákon kívül is beépített szűrő. Probléma porzsák szakadás esetén azokkal a típusokkal szokott lenni, ahol a porzsák látja el a levegő szűrését, majd az így megtisztított levegő hűti a motort. Ilyenkor a szennyeződések ezt a típust is azonnal tönkretehetik, ezért érdemes megfontolni a minimálisan költségesebb, de biztonságos extra szűrős gép vásárlását.
A legmodernebb központi porszívó készülékek már hibrid szűréssel rendelkeznek, többlépcsős szűrőrendszer, ciklonikus leválasztás és a porzsák garantálja a hosszú motor élettartamát és a problémamentes üzemelést.

## Előnyei
A legfontosabb előnye a központi porszívóknak a jelentősen erősebb szívóhatás. Mivel a készülék motorját és porgyűjtőjét nem kell hordozni, ezért nem jelent limitáló tényezőt a gép súlya és nagysága. Amennyiben a nagyobb szívóhatás elérése a cél, akár több központi porszívó készülék is beépíthető a rendszerbe. A ciklonikus, vagy porzsákos szennyeződés leválasztós központi porszívók teljesítménye nem csökken a porgyűjtő tartály telítődésével, ellenben a szűrőkkel ellátott típusokkal, ahol fokozatos és jelentős a csökkenés.
A ciklonikus leválasztású és / vagy porzsákos, megfelelő szűrőkkel ellátott típusokkal a problémás – száraz – szennyeződéseket is gyorsan el lehet távolítani, mint például a kiömlött lisztet, cukrot, az állatszőrt, a fémforgácsot, az üvegszilánkokat, az apró elektromos rézkábel darabokat, a behordott földet.
A központi porszívók között is megtalálhatóak a nedves-száraz porszívók, melyek használata és karbantartása megegyezik a hagyományos hordozható kivitelű rokonaikkal.

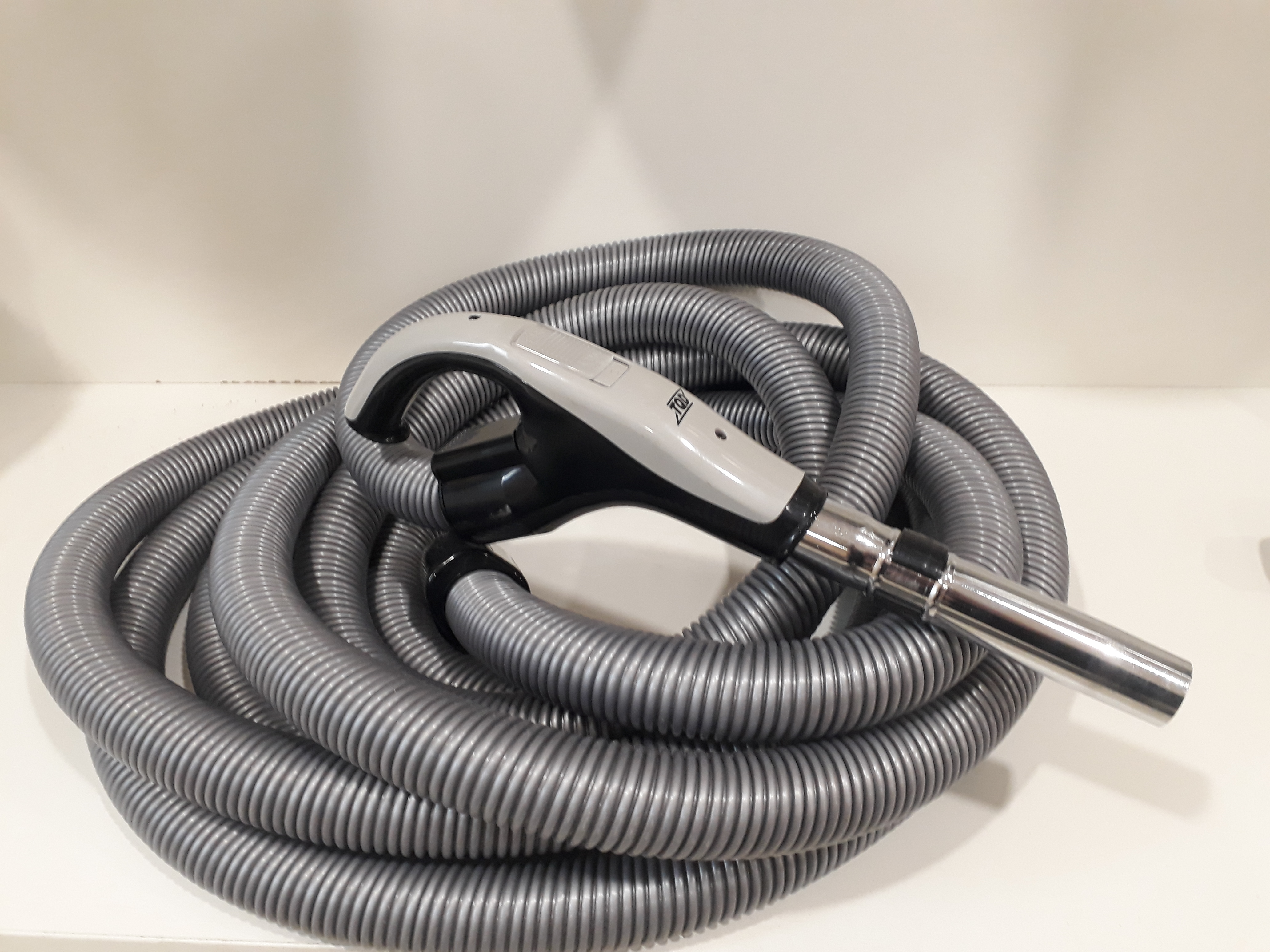
9 méter hosszú gégecső központi porszívóhoz

A hagyományos porszívók esetében – legyenek azok akár HEPA szűrősek –, a beszívott levegőt a lakótérbe fújják vissza, felkavarva a port, allergéneket melyek nemsokára újra visszaülepednek az épület minden szegletén. A szűrőrendszereken áthaladva, legyenek bármilyen speciálisak is, valószínű, hogy az atkák, mikro porszennyeződések, pollenek egy része újra a lakótérbe kerül a kifújás alkalmával. A központi porszívók nem kavarják fel a levegőt működés közben, az allergéneket pedig 100%-ban a lakótéren kívülre vezetik ki, ezáltal nem csak az allergiás tünetek mérséklődnek, de a visszaszálló por mennyisége is elenyészőbb, ezért kevesebb időt kell fordítani takarításra.
További előny, a rendkívül halk használat. Ideális elhelyezés esetén a nagy teljesítményű központi porszívógépet nem is halljuk működés közben. Tehát, takarítás közben is nyugodtan beszélgethetnek, zenét hallgathatnak, aludhatnak a körülöttünk élők. A kutyák, macskák, gyermekek általában félnek a hagyományos porszívógép hangjától, így nekik sem okozunk stresszt, amennyiben beépített porszívó gépet használunk.
A lépcsőházakat is sokkal egyszerűbb takarítani, mivel nem kell cipelni fokról-fokra a nehéz hordozható porszívó készüléket.
A hatalmas porgyűjtő kapacitása miatt, elég átlagosan félévente üríteni a porgyűjtő tartályát vagy a porzsákját a központi porszívónak. 
A ciklonikus vagy a porzsákos kiviteleknél a fenntartási költség minimális, hiszen elég a porzsákot néhány havonta cserélni, majd a kopó alkatrészeket (szénkefét) évtizedek múltán a motorban újra cserélni. Egyes típusok ipari, bronz tartalmú kefékkel készülnek, melyeknek az élettartama megegyezik a motoréval, így nem szorulnak cserére.
Sokkal kisebb az esélye, hogy a bútorokban, falban kárt okoz a felhasználó a központi porszívó rendszer használatával, mivel nem kell odafigyelni egy nehéz gép mozgatására, hanem a könnyű gégecsövet kell csak szem előtt tartani. A gégecső rendkívül hosszú, ezért ajánlott beszerezni egy csővédő huzatot, ami védi a bútorokat és a csövet is a sérülésektől.
A központi porszívók esetében esélytelen, hogy használat közben elejtse, feldöntse a készüléket a felhasználó, ezáltal károsítva azt. 

## Hátrányai
Számos előnye mellett, igazán nem kérdés, hogy minden otthon tulajdonosnak, munkaadónak érdemes lenne központi porszívó rendszert beépítenie, amikor lehetősége nyílik rá. Legfőképpen az ára szokott akadályt jelenteni, 2019-ben egy átlagos nagyságú otthon tekintetében, munkadíjjal, egy megbízható típusú porszívó készülékkel, a csőhálózattal és a szükséges kiegészítőkkel együtt bruttó 300-350 ezer forintba kerül.
A csőrendszerek speciális antisztatikus bevonattal ellátottak, a könyökök is speciális ívűek ezért csak szakkereskedésből származó PVC csövet szabad beépíteni. Ezzel elkerülhető a dugulása és sérülése a rendszernek, ami ha megtörténik nem csak rendkívül kellemetlen, de súlyos anyagi terhet is ró a felhasználóra. A központi porszívóhoz elérhető speciális csövek tekintetében is van különbség, érdemes a vastagabb falút választani, ami Magyarországon csak kevés forgalmazónál érhető el egyelőre.
A csak direkt szűrős központi porszívó rendszer esetében, gyakrabban kell a tisztítási karbantartás miatt a porgyűjtő részt is üríteni. Ha a szűrőbetétes porleválasztású beépített porszívót választjuk, az gyakori, nagy összegű kiadást is fog jelenteni, a motor kopása pedig évek múltán ennél a típusnál is felújítást igényel.

## Eszközök és kiegészítők
A beépített porszívó rendszerhez számos kiegészítő érhető el, melyek még gyorsabbá, kényelmesebbé teszik a takarítást.

### Gyűrűcsapda

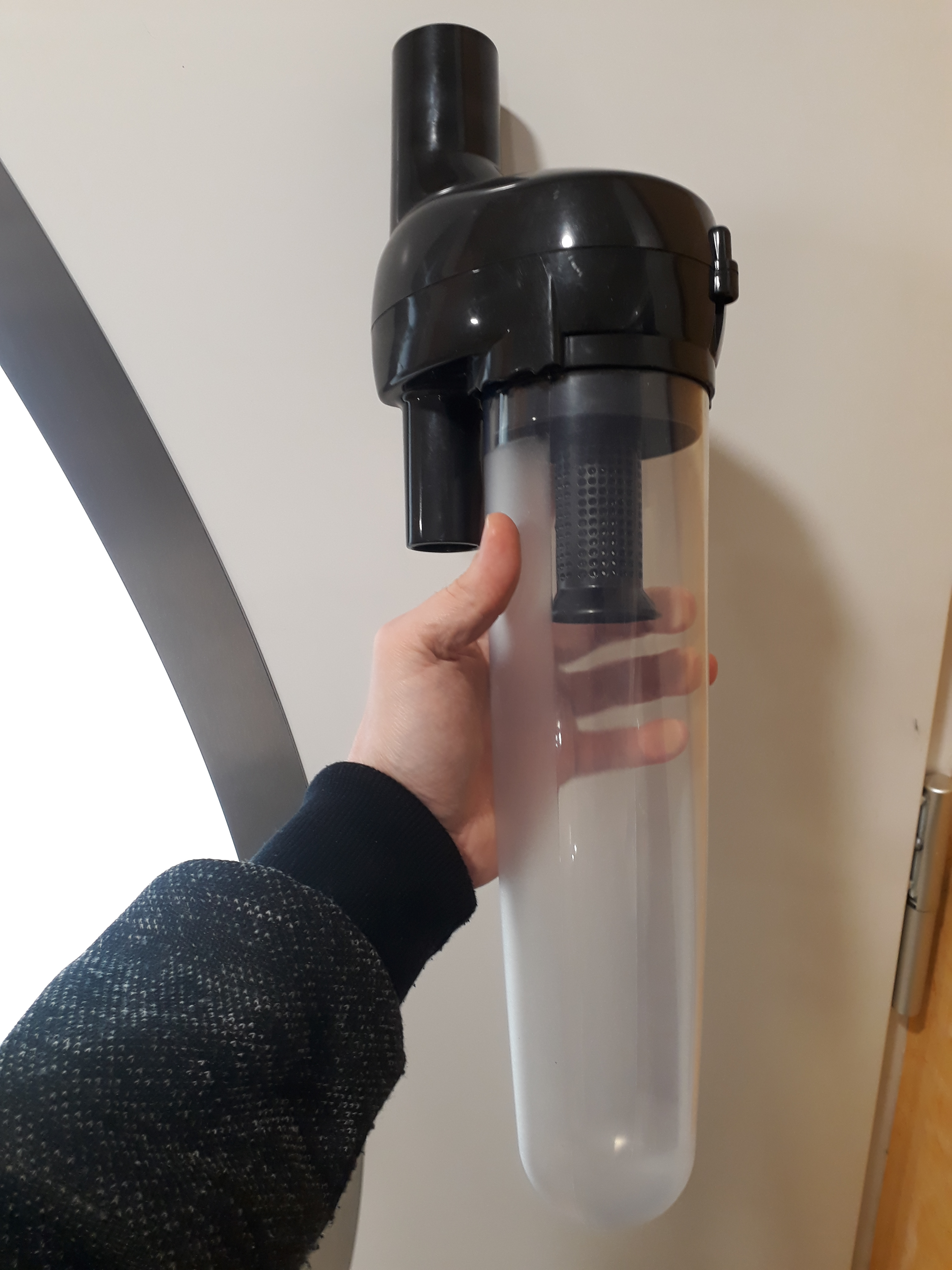
Gyűrűcsapda központi porszívó rendszerhez

Elsősorban arra szolgál, hogy az apróbb tárgyakat, melyeket felszívás után a porgyűjtő tartályban, vagy a porzsákban kellene keresni kiszűrje. Közvetlenül a gégecső és a markolat között kell elhelyezni, az apróbb szennyeződéseket átengedi, de finom szűrőrácsán például az ékszereket, a játékok apró részeit összegyűjti. Másodlagos szempontból kiemelendő, hogy néhány deciliter folyadék is felszívható vele. Magyarországon szeparátor néven is emlegetik.

### Szemétlapát adapter

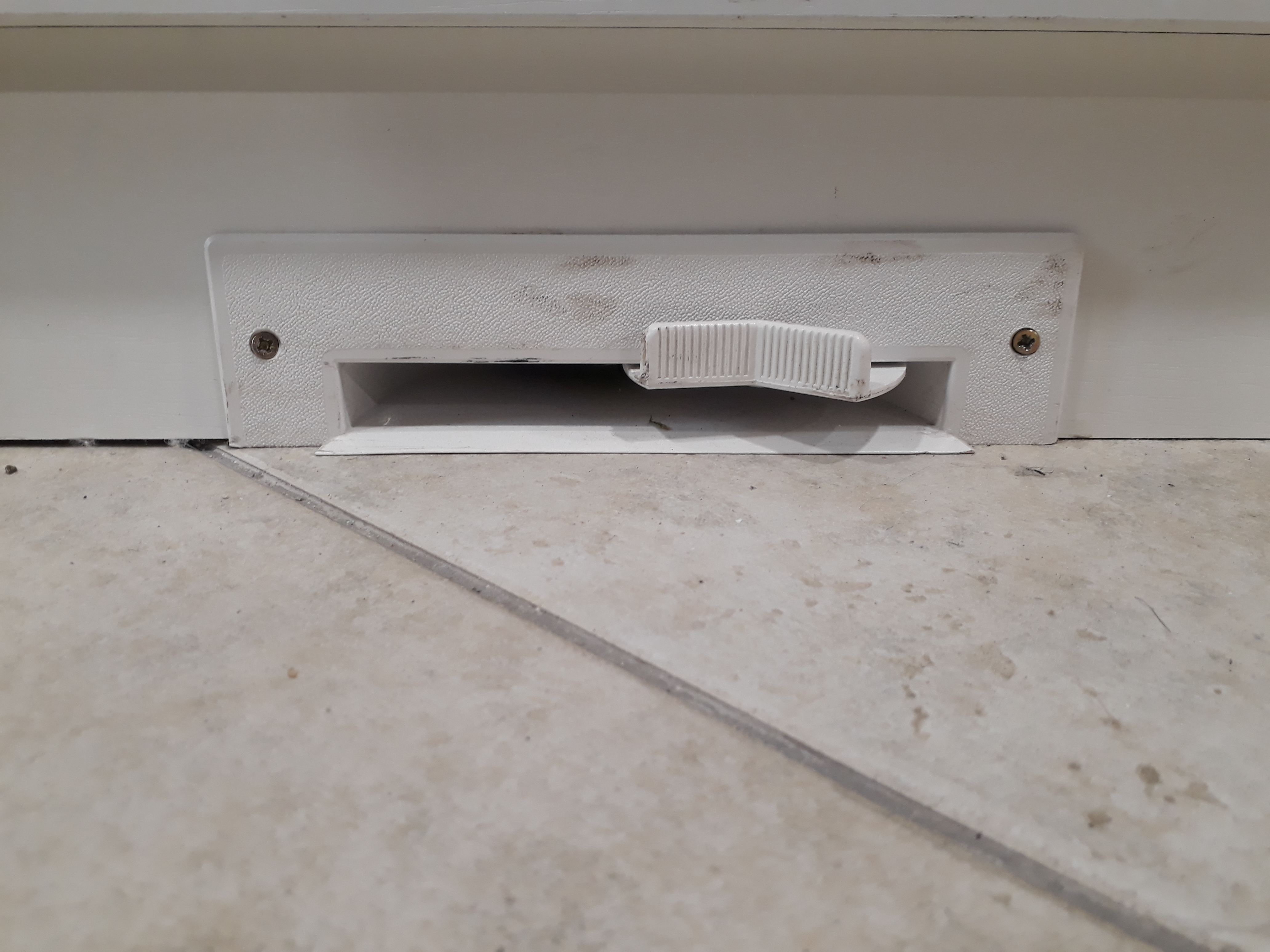
Szemétlapát adapter bútorba beépítve

Egyik legnépszerűbb kiegészítője a beépített porszívó rendszereknek, a padló magasságában kell beépíteni, például a bútorok funkciót nem akadályozó részébe. Az adott szennyeződést elég egy seprűvel a közelébe söpörni, lábfejjel átbillenteni a kapcsolót a rendszer indításához, majd a takarítás végeztével kikapcsolni a fent említett mozdulattal.

### Kandalló tisztító adapter
Érdemes beszerezni, ha kandallója, cserépkályhája vagy grillezője van a felhasználónak, hiszen a kihűlt hamut anélkül tudná összetakarítani az adapterrel, hogy a közvetlen környezetét utána a szálló szennyeződés belepné.

### Csővédő huzat
Már említésre került, azonban használata javallott annak érdekében, hogy a falak és bútorok biztosan ne sérüljenek a cső recés szélétől. A hosszú gégecsövet sem kell takarítani használata mellett, elég a huzatot kimosni, amennyiben koszos lett.

### Feltekerhető megoldások a gégecső tárolására
Elsősorban a garázsokba telepítik például a csőtartó konzolt, amit kézi erővel működtetve – mint a kerti slag hasonló tartóját – egyszerűen feltekerhető a beépített porszívó gégecsöve, mely így könnyen hozzáférhetően és esztétikusan tárolható.

### Intelligens takarítótömlő
Az automatán visszahúzódó gégecsövek számtalan hossz és méret variációban érhetőek el. Egyes típusaik a bútorokban (Vroom, Kitchbox), mások a falban rejtetten állnak készen a használatra, rendkívül praktikus módon tárolva a hosszú takarítótömlőt. Utóbbiak a csőhálózatba húzódnak vissza, a takarítás végeztével, a központi porszívó szívóerejét kihasználva.

### Állatszőr eltávolító kefe
Állatkozmetikusok közkedvelt kiegészítője, használatával gyorsan lehet megszabadítani a kedvenceket a felesleges szőrtől és piszoktól. Mivel szinte hangtalanul működik, ezért könnyen hozzászoktatható bármilyen bundás kedvenc.

### Faliporszívó
Sokoldalú a felhasználási módja miatt, a garázsok, a műhelyek, a konyhák és a hálószobák alapvető tartozékaként szokták emlegetni. Különböző tisztító fejek érhetőek el hozzá, a tartóról elég leemelni és már indítja is a rendszert.

### Folyadék felszívó adapter
Működésüket tekintve hasonló a nedves-száraz porszívókhoz, azonban méretre sokkal kisebbek. Viszonylag nagy kapacitásúak, kialakításukból adódóan megakadályozzák, hogy a felszívott folyadék a központi porszívó rendszerbe juthasson.

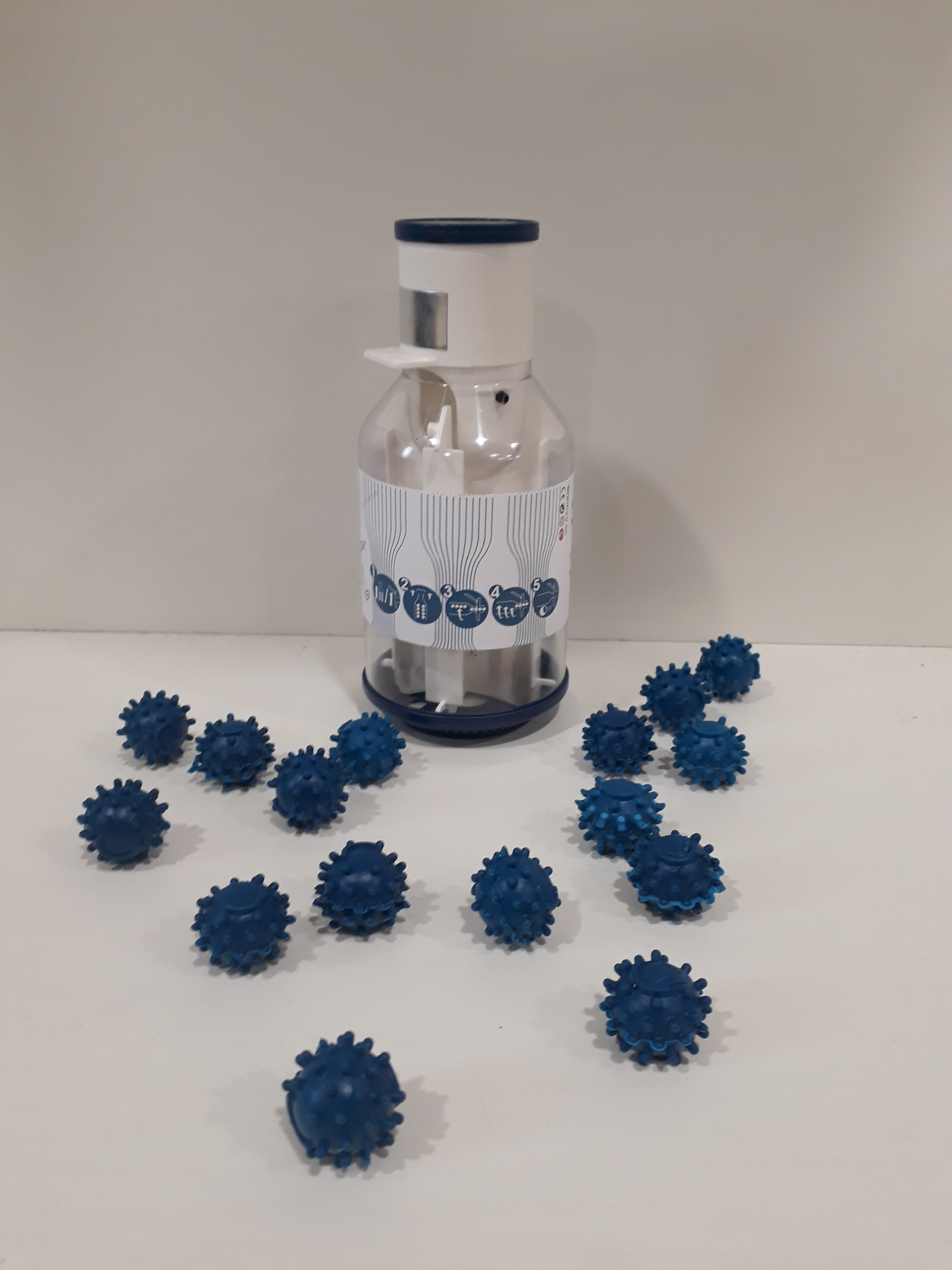
Csőtisztító golyó

### Csőtisztító golyó
A központi porszívó rendszer kialakításakor is az üzembiztos használat a fő szempont. Ezt körültekintő tervezéssel és speciális csövek használatával lehet elérni. Azonban az apróbb szennyeződések a szakszerű tervezés ellenére is elakadhatnak a rendszerben, melyek a szívóerőt csökkenthetik. Erre a legegyszerűbb megoldás a speciális csőtisztító golyók használata, melyek végig pattogva a rendszeren eltávolítanak minden problémás szennyeződést.

### Fiók porszívó
Szintén egy hasznos kiegészítője a konyháknak, műhelyeknek, garázsoknak. Egy tálca formájú kiállása a központi porszívó rendszernek, melybe elég az asztalról belesöpörni a szennyeződést és a „tálca” kihúzása után automatikusan továbbítja azt a porgyűjtő tartályba.

## Karbantartás
A központi porszívók karbantartására fordítandó idő is sokkal kevesebb a hagyományos porszívókhoz képest. A porgyűjtő tartályok, porzsákok általában nagy kapacitásúak, melyeket elég félévente üríteni átlagos használat mellett. 
A szűrős központi porszívók igényelnek több karbantartást, mivel hamar szívóteljesítmény csökkenéshez vezethet, ha nincs megfelelően tisztán tartva a filterük.
A ciklonikus és porzsákos szűréssel ellátottak esetében csak a tartály ürítése szükségszerű a felhasználók részéről.
A központi porszívó elektromos motorja, mint minden ilyen készülék igényelhet karbantartást, melyről a forgalmazó is tájékoztatja a vevőt. Általában a csapágyak kenését és a szénkefék cseréjét kell bizonyos időközönként elvégezni. A szénkefék cseréjének elmulasztása a motor leégését eredményezi!
Ha a beépített központi rendszer csőhálózata nem szakszerűen, megfelelő alapanyagok felhasználásával lett kivitelezve, akkor költséges javítások, karbantartások hárulhatnak a használóra. A dugulásokat, csőtöréseket, egyéb meghibásodásokat korszerű eszközökkel viszonylag hamar megtalálják, viszont a javíttatásuk rendkívül költséges. 